# 朴彭年
朴 彭年（パク・ペンニョン、ぼく ほうねん、ハングル: 박팽년、1417年 - 1456年）は、李氏朝鮮前期の文臣・学者。死六臣の一人。字は仁叟、号は酔琴軒。諡号は忠正。本貫は順天朴氏。
文科に及第して集賢殿の学士として活動し、官職は刑曹参判に達した。孫の朴壹珊（パク・イルサン、박일산）が生き延びたため、死六臣の中では河緯地とともに子孫が残った。彼の三女は世宗の庶子の永豊君の夫人であった。

## 生涯
李氏朝鮮の世宗の時代であった1434年に文科に及第し、成三問らとともに集賢殿の学士となり、諸々の編纂事業に参加して、世宗の寵愛を受けた。皇甫仁や金宗瑞らととも文宗と端宗を補佐した。 世宗の晩年には、申叔舟・成三問・尹起畎・尹淮・金宗瑞らと『高麗史節要』や『高麗史』の編纂と刊行に参加した。また、1446年に発表された『訓民正音』、1448年に発表された『東国正韻』にも関わったことが、それらの序文に記された。
1453年10月、癸酉靖難のころに左副承旨となった。1454年に左承旨となり、さらに1455年には忠清道観察使となった。首陽大君（後の世祖）は、皇甫仁・金宗瑞・安平大君を殺害して王位に上った後、彼を刑曹参判に任命したが、世祖が即位した後の1456年、刑曹参判の席にあって成三問・河緯地・李塏・柳誠源・金文起などと端宗の復位を謀議したことが、金礩の密告で露見し、6月2日に捕えられて拷問を受けた。朴彭年は苛酷な審問にあいながらも世祖を王と認める言葉遣いをせず、敬語ではあるが王に用いるものではない進賜（진사）、羅阿里（나으리）などの表現を用いた。朴彭年は、義禁府で世祖から拷問を受け、6月7日に死亡した。
朴彭年は、筆法に優れ、鍾繇・王羲之に次ぐと称され、また、集大成の称号を受けるほどの名文家であったとされるが、反逆者として死んだため、関連する史料が僅かしか伝えられていない。

## その後
その後、父親・弟・息子たちも死刑になり、一族の妻たちは奴婢に落とされたが、死六臣の中では河緯地とともに子孫が残った。次男の朴珣（パク・スン、박순）の妻であった李氏は、死六臣に連座して慶尚道官奴婢になったが、第二夫人であった星州李氏は、父方の故郷である星州へ赴いた。この李氏夫人は妊娠中で、出産をした息子を娘として育て、息子は無事だったとされている。
その後、この息子は朴婢（パク・ピ、박비）という名で隠れて過ごしていたが、成宗の時代に名乗り出て、成宗から朴壹珊（パク・イルサン、박일산）という名を賜った。
粛宗は、朴彭年の官爵を復旧させ、その節操を表彰した。吏曹判書が追贈され、諡号として忠正が与えられた。
鷺梁津に名を刻まない墓が設けられたとされ、その墓のあった場所には、1978年に死六臣公園が整備された。また、大田広域市にある朴彭年先生遺墟碑は、宋時烈が建立したもので、大田広域市文化財資料第8号に指定されている。

## 著書
- 草書千字文（취금헌 천자문）[3]

## 家族
- 父：朴終林
- 夫人：楽安金氏 金弥の娘、天安全氏 全念（谷山副使）の娘
- 長男：朴憲
- 次男：朴珣（? - 1456年）
- 三男：朴奮
- 長女：金自茂の妻
- 次女：李公麟の妻
- 三女：永豊君（世宗の庶子で、恵嬪楊氏（朝鮮語版）の三男）の妻